# Clara de la Concepción Sánchez
Clara de la Concepción (Torre en Cameros, 14 de febrero de 1902 - Soria, 22 de enero de 1973), nacida como Juana de la Concepción, abadesa del Convento de Santo Domingo de las Madres Clarisas de Soria, Provincia de Soria, también conocida como Sor Clara de la Concepción , Venerable Clara, o Madre Clara, fue una monja clarisa española. Es considerada la refundadora del Convento de Santo Domingo.
Fue declarada Venerable por el Papa Francisco el 3 de abril de 2014.

## Vida
Hija de Leopoldo, un maestro, y de Agustina en Torre en Cameros (La Rioja), se trasladó junto a su familia con 2 años a vivir al municipio soriano de Rebollar. Desde niña se le observó una «innegable» predisposición para la vida religiosa. A los 20 años ingresó en la Orden de las Hermanas Pobres de Santa Clara en el convento de Santo Domingo de Soria. Destacó por su vida ejemplar y sencilla, ocupando diversos y variados cargos en el convento: ejerció de sacristana, tornera, ropera, vicaria, ecónoma y abadesa (durante 17 años).
Murió repentinamente víctima de un infarto de miocardio el 22 de enero de 1973 en Soria. El 3 de abril de 2014, fue declarada Venerable por el Papa Francisco.